# Gustav Friberg
Gustav Martin Friberg, född 10 september 2002, är en svensk fotbollsspelare som spelar för Halmstads BK.

## Karriär
Friberg började spela fotboll i Ulvåkers IF och han representerade A-laget i division 4 och division 5 mellan 2017 och 2018. Inför säsongen 2019 gick han sedan till Skövde AIK:s akademi. Inför säsongen 2020 flyttades Friberg upp i A-laget. Han spelade 34 matcher för klubben i Ettan Södra under säsongerna 2020 och 2021 och hjälpte klubben att bli uppflyttade till Superettan. I Superettan 2022 spelade Friberg 29 av 30 matcher.
I januari 2023 värvades Friberg av Halmstads BK, där han skrev på ett treårskontrakt. Friberg gjorde allsvensk debut den 8 april 2023 i en 3–1-förlust mot Degerfors IF, där han blev inbytt i den 72:a minuten mot Thomas Boakye. Den 1 juli 2024 lånades Friberg ut till Gefle IF på ett låneavtal över resten av säsongen.